# 37 Leonis Minoris
37 Leonis Minoris, som är stjärnans Flamsteed-beteckning, är en ensam stjärna, belägen i den mellersta delen av stjärnbilden Lilla lejonet. Den har en skenbar magnitud av ca 4,68 och är svagt synlig för blotta ögat där ljusföroreningar ej förekommer. Baserat på parallaxmätning inom Hipparcosuppdraget på ca 5,6 mas, beräknas den befinna sig på ett avstånd på ca 580 ljusår (ca 179 parsek) från solen. Den rör sig närmare solen med en heliocentrisk radialhastighet på ca -8 km/s.

## Egenskaper
37 Leonis Minoris är en gul till vit ljusstark jättestjärna  av spektralklass G2.5 IIa. Tidigare har Gray et al. (2001) givet den spektralklass G1 II, medan Keenan och McNeil (1989) tilldelade den till jätteklassen G2.5 IIIa. Den har en massa som är ca 3,7 solmassor, en radie som är ca 31 solradier och utsänder från dess fotosfär ca 438 gånger mera energi än solen vid en effektiv temperatur av ca 5 500 K.